# Dnepr
För staden med samma ukrainska namn, se Dnipro.
Dnepr, Dnjepr eller Dnipro (ryska: Днепр; belarusiska: Дняпро, Dnjapro; ukrainska: Дніпро, Dnipro) är en flod i östra Europa. Huvuddelen av floden flyter genom Ukraina, men den rinner upp på Valdajhöjderna och väsentliga delar flyter genom Ryssland och Belarus. Floden mynnar i Dnipro-Buh-estuariet i norra Svarta havet.
Den är cirka 2 280 kilometer lång, vilket gör den till Europas fjärde längsta flod (efter Volga, Donau och Ural). Avrinningsområdet är cirka 503 000 km² och medelflödet vid mynningen 1 605 m³/s.
Under antiken var det grekiska namnet på floden Borysthenes. Enligt Hervors saga låg Árheimar, goternas huvudstad, vid Dnepr.

## Navigation
Dnepr (Dnipro) är viktig för transporten och ekonomin i Ukraina. Flodens lopp har försetts med stora fartygsslussar, som tillåter fartyg på upp till 270 x 18 meter att få tillgång till hamnen i Kiev. Floden används även av passagerarfartyg, och flodtransporterna på floderna Donau och Dnepr har de senaste årtiondena befunnit sig i tillväxt.
Norr om Kiev får Dnepr en del av sitt vatten från Prypjatfloden. Denna farbara flod sammanlänkar Dnepr-Bug-kanalen med den polska delen av floden Västra Bug. Historiskt sett har en koppling till västeuropeiska vatten alltid varit möjlig, men en övergång utan båtsluss nära staden Brest har medfört ett avbrott i den viktiga internationella vattenvägen. De politiska relationerna mellan Västeuropa och Belarus ger inte heller mycket hopp för en nyöppning av denna transportlänk.

## Vattenkraft

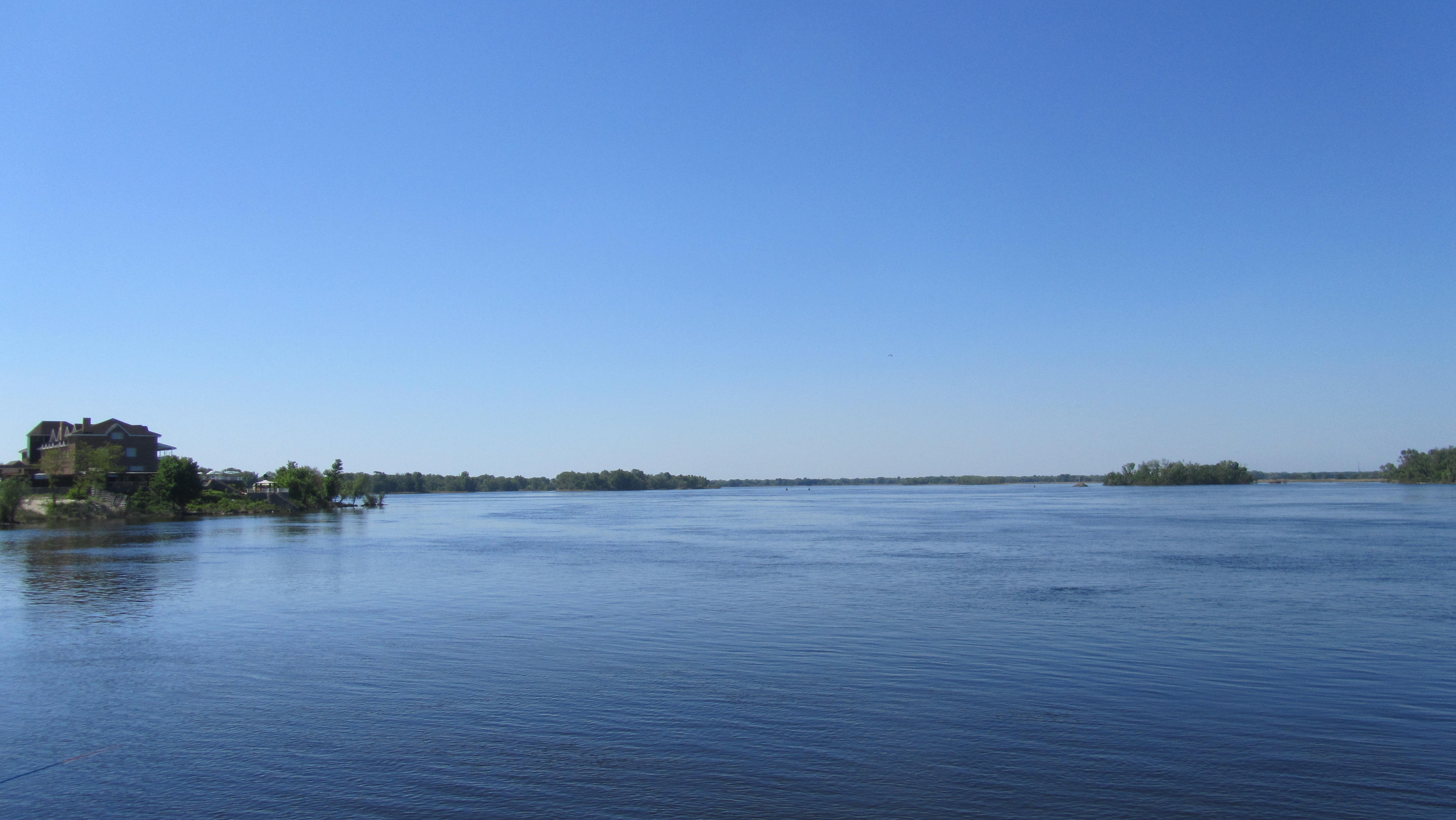
Kamjanskereservoaren

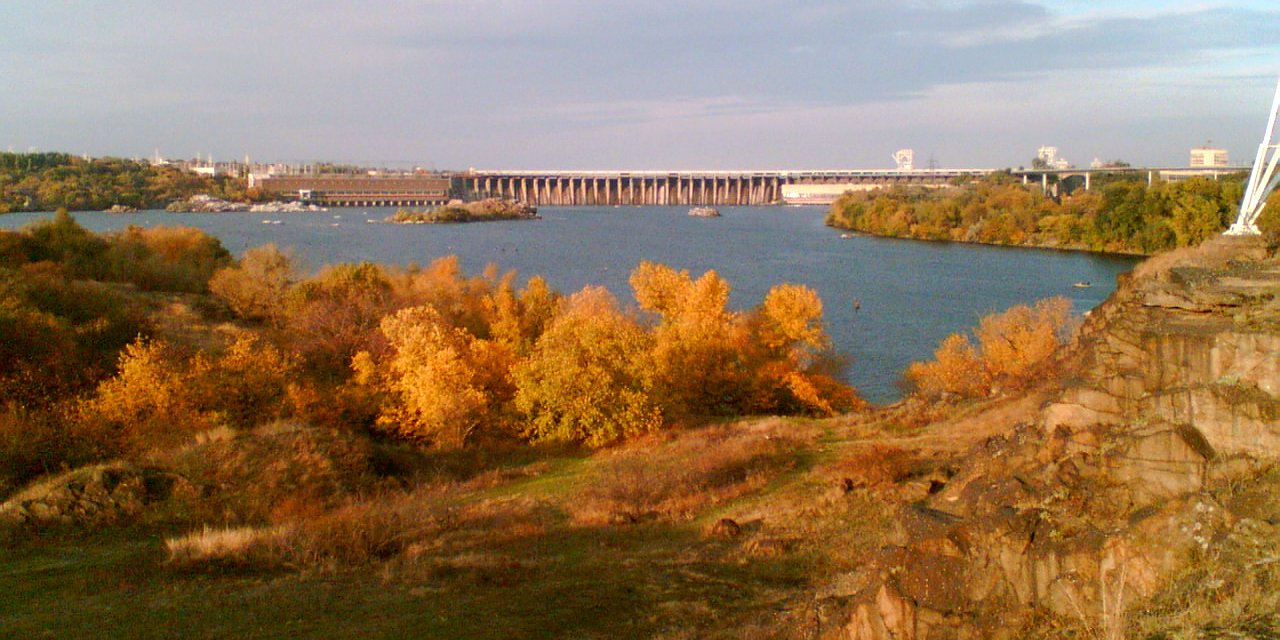
DniproHES vid Zaporizjzja

Floden är längs sitt lopp genom Ukraina kraftigt exploaterad med vattenkraftverk och tillhörande vattenmagasin, tillkomna inte minst för Sovjetunionens industri. De drivs idag av det statliga Ukrhidroenergo.
Dneprs vattenkraftverk med tillhörande magasin, i ordning från källa till utlopp:
- Kievs vattenkraftverk, byggt 1960–1964, med Kievsjön
- Kanivs vattenkraftverk (1963–1975) med Kanivreservoaren
- Krementjuks vattenkraftverk (1954–1960) med Krementjukreservoaren
- Mellersta Dnipros HES (Середньодніпровська ГЕС) (1956–1964) med Kamjanskereservoaren (tidigare Dniprodzerzjynskreservoaren)
- DniproHES, vid Zaporizjzja, med Dniproreservoaren, byggdes 1927–1932 i samband med Sovjetunionens första femårsplan, då med en produktion på 558 MW. Under andra världskriget totalförstördes kraftverket. Det återuppbyggdes 1948 med hjälp av lägerfångar från Gulag och kapaciteten ökade därefter till 750 MW.
- Kachovka vattenkraftverk, färdigställt 1956, med Kachovkareservoaren Natten till den 6 juni 2023 kollapsade dammbyggnaden och kraftverket totalförstördes.

## Större orter längs Dnepr

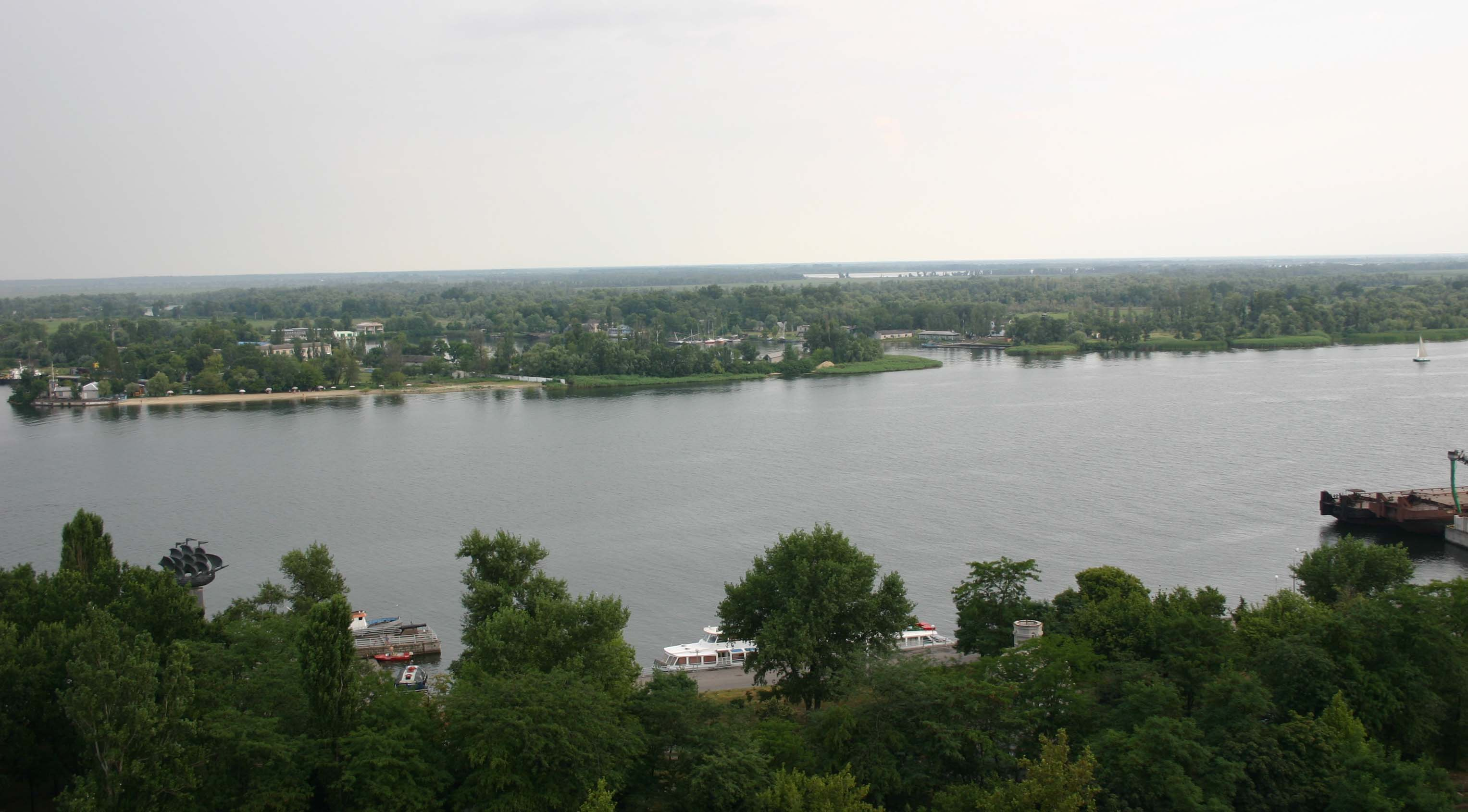
Dnipro vid Cherson i södra Ukraina

- Smolensk, Ryssland
- Orsja, Belarus
- Sjkloŭ, Belarus
- Mahiljoŭ, Belarus
- Bychaŭ, Belarus
- Rahatjoŭ, Belarus
- Zjlobin, Belarus
- Retjytsa, Belarus
- Kiev, Ukraina
- Kaniv, Ukraina
- Tjerkasy, Ukraina
- Krementjuk, Ukraina
- Kamjanske, Ukraina
- Dnipro, Ukraina
- Zaporizjzja, Ukraina
- Marhanets, Ukraina
- Nikopol, Ukraina
- Nova Kachovka, Ukraina
- Cherson, Ukraina

## Biflöden

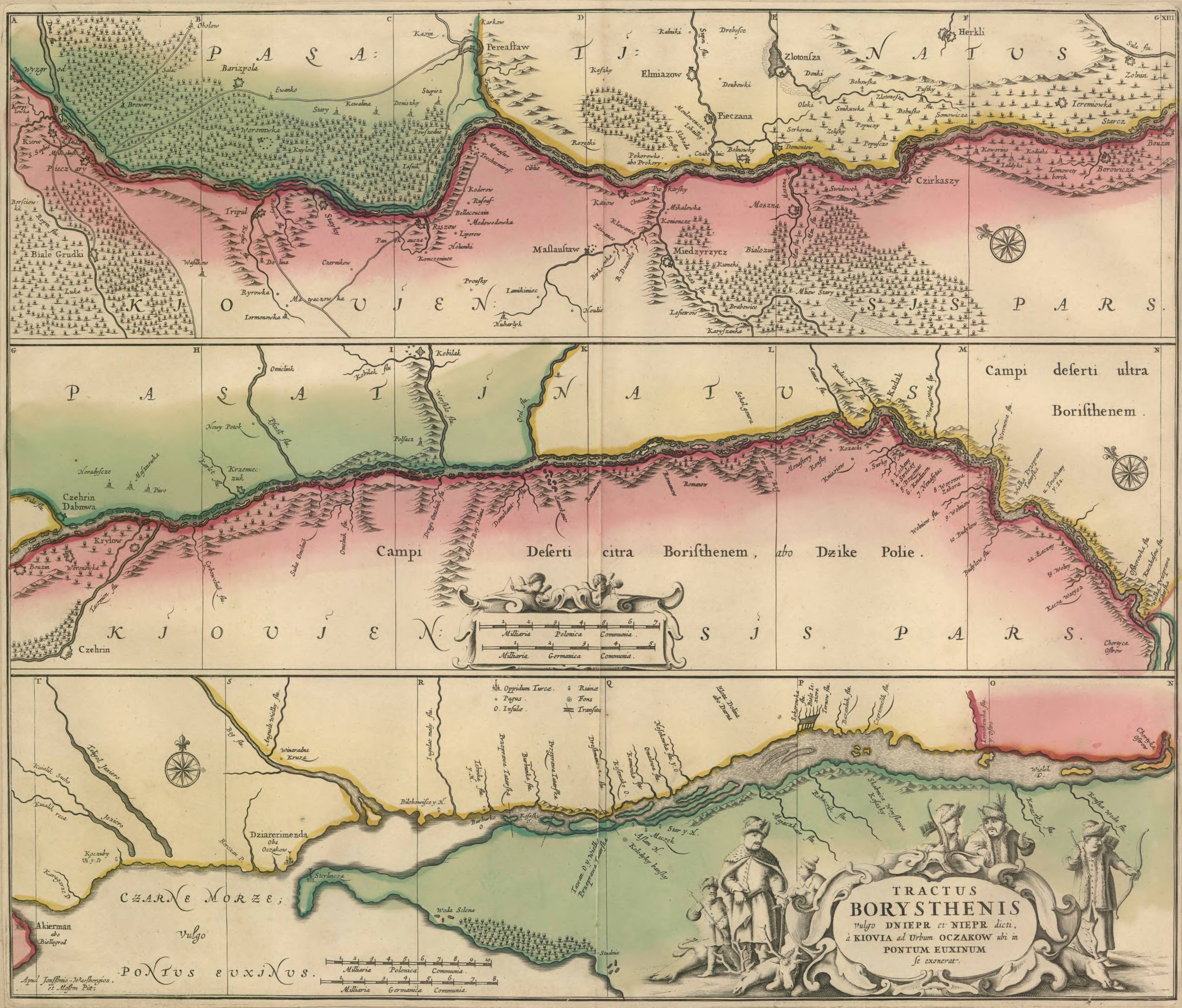
Karta från sent 1600-tal över floden Dnepr från Kiev till Svarta havet.

- Druts (vänsterbiflod)
- Berezina (högerbiflod)
- Sozj (V)
- Prypjat (H)
- Teteriv (H)
- Irpin (H)
- Desna (V)
- Stuhna (H)
- Trubizj (V)
- Ros (H)
- Tiasmyn (H)
- Supij (V)
- Sula (V)
- Psel (V)
- Vorskla (V)
- Samara (V)
- Kinska (V)
- Bilozerka (V)
- Bazavluk (H)
- Inhulets (H)